# 罗開榜
罗开榜（1872年—1933年）字仲芳，谱名法榜。安徽省合肥东南乡（今肥东县复兴乡）城山罗村人。中华民国陆军中将。

## 生平
1889年，罗开榜加入北洋水师，1890年考入威海水师学堂。1898年起，罗开榜历任海军提督衙门军需官、军需长。
1912年中华民国成立后，罗开榜调任陆军部军需司司长。1916年6月袁世凯逝世后，罗开榜因为和段祺瑞是同乡，故加入皖系。1919年11月，罗开榜任陆军部次长。获授陆军中将衔。1920年5月，国务总理兼陆军总长靳云鹏因对徐树铮等人掣肘不满而辞职。大总统徐世昌乃令海军总长萨镇冰代理国务总理，陆军次长罗开榜代理陆军总长。1920年夏，直系同皖系矛盾激化，酿成直皖战争。7月8日，段祺瑞在天津团河组建“定国军”并亲任总司令。罗开榜作为高级参谋亲赴前线督战。7月18日，皖军全线溃败，段祺瑞辞职。罗开榜随之去职，同段祺瑞等避入天津租界。1920年11月12日，罗开榜获将军府“慎威将军”。
1924年10月，第二次直奉战争爆发。段祺瑞返回北京，于同年11月15日在北京就任中华民国临时政府临时执政、国民军大元帅。罗开榜被段祺瑞任命为临时执政府高参。1926年4月，段祺瑞再度下野。罗开榜等随之赴天津居住，罗开榜的政治生涯乃结束。
1933年，罗开榜在天津病逝。